# 朝倉源太郎
朝倉源太郎（あさくらげんたろう、天保7年（1836年） - 慶応元年2月4日（1865年3月1日））は幕末の志士。本姓は日下部氏。家系は戦国大名・朝倉氏の末裔を称し代々、水戸藩士。諱は景行。仮名は源太郎、後に源太衛門と名乗るが初名に復す。父は朝倉源七郎広政、母は山田吉忠の姉。尊皇志士として国事に奔走するが、水戸天狗党の乱で幕府軍に捕縛され、刑死した。墓所は福井県敦賀市松原。位階は贈正五位。

## 家系
本姓は日下部氏。家系は戦国大名・朝倉氏と称する。
7代当主孝景の六男・時景が父・孝景と対立し没落、その子である之景が関東の雄・後北条氏の家臣となる。後北条氏の滅亡後、子孫は備前国に移住した者と後に水戸藩に仕官した家とに分かれた。源太郎の家系は水戸藩士となった家の子孫である。
ただし後北条氏に仕えた朝倉氏と越前朝倉氏の関係は伝承でしかなく、正確な資料はない。詳しくは朝倉氏の項目参照。

## 生涯
安政4年（1857年）、床机廻に抜擢され、文久3年（1863年）2月に藩主・徳川慶篤が上洛すると、これに扈従し、孝明天皇の賀茂神社行幸、石清水八幡宮行幸に随行。同年4月に江戸に帰府した。元治元年（1864年）1月、歩行目付に任ぜられる。同年6月、源太郎は水戸藩内の親幕府勢力である諸生党を排除せんとして、有志とともに大挙して江戸にのぼり、小金に同志とともに集結する。同年8月、水戸藩主名代として支藩の宍戸藩主・松平頼徳が水戸藩内の騒乱沈静化のために下向すると、これに随って頼徳の命を受けられない諸生党と戦った。しかし、幕府は親幕府勢力である諸生党に味方し、藩主名代である頼徳はおろか尊皇攘夷派を賊軍とみなし、討伐の対象とされる。10月23日、天狗党主力部隊の大将である榊原新左衛門が幕府に降伏する中、源太郎は潮来勢を率いて、なおも戦い続ける武田耕雲斎、田丸稲之衛門、藤田小四郎らと合流し、天狗党として志士たちと運命をともにした。しかし、天狗党は越前国敦賀において加賀藩に降伏する。慶応元年2月、朝倉源太郎は志士300余名とともに処刑された。敦賀で処刑された志士たちは多くは故郷・水戸に墓が建立されたが、朝倉源太郎は祖先とされた朝倉氏所縁の越前国敦賀の地に墓所がある。
明治40年（1907年）、正五位を追贈された。